# Falck (Moselle)
Falck (Duits: Falk) is een gemeente in het Franse departement Moselle (regio Grand Est). De plaats maakt deel uit van het arrondissement Forbach-Boulay-Moselle. Falck telde op 1 januari 2022 2.516 inwoners.

## Geografie
De oppervlakte van Falck bedroeg op 1 januari 2022 6,07 vierkante kilometer; de bevolkingsdichtheid was toen 414,5 inwoners per km².

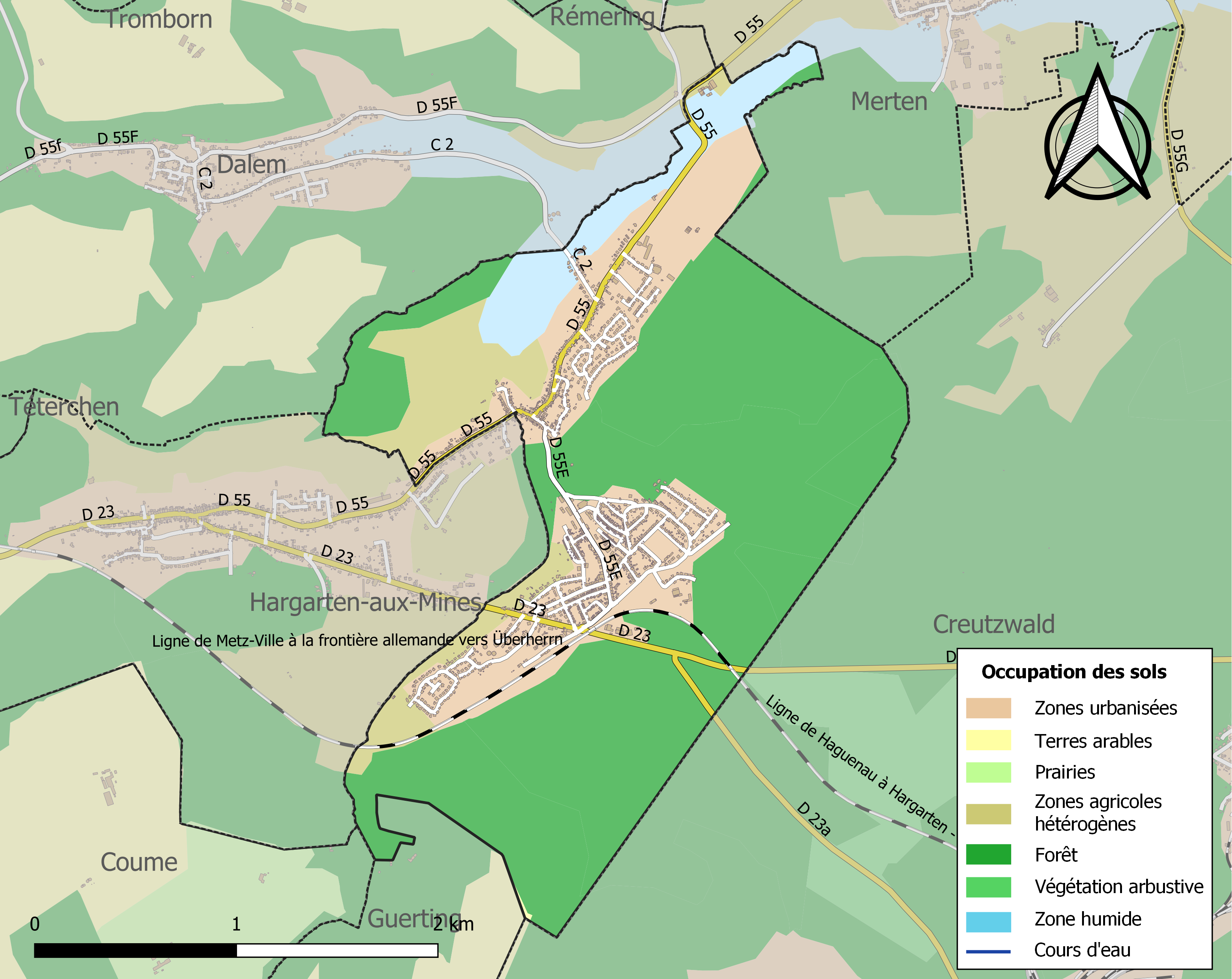
Kaart van de gemeente met de belangrijkste infrastructuur, bodemgebruik en omliggende gemeenten

## Demografie
Onderstaande figuur toont het verloop van het inwonertal (bron: INSEE-tellingen).